# Uttarahalli
Uttarahalli é uma vila no distrito de Bangalore, no estado indiano de Karnataka.

## Demografia
Segundo o censo de 2001, Uttarahalli tinha uma população de 10 467 habitantes. Os indivíduos do sexo masculino constituem 52% da população e os do sexo feminino 48%. Uttarahalli tem uma taxa de literacia de 67%, superior à média nacional de 59,5%: a literacia no sexo masculino é de 73% e no sexo feminino é de 61%. Em Uttarahalli, 13% da população está abaixo dos 6 anos de idade.